# Tijanje
Tijanje (cyr. Тијање) – wieś w Serbii, w okręgu morawickim, w gminie Lučani. W 2011 roku liczyła 183 mieszkańców.